# عصر ترقی‌خواهی
عصر ترقی‌خواهی دوره‌ای از کنشگری اجتماعی و اصلاح سیاسی و اجتماعی در آمریکا بود که از ۱۸۹۰ تا ۱۹۲۰ به طول انجامید.
هدف اصلی جنبش ترقی خواهانه حذف فساد در حکومت بود. این کار به وسیلهٔ پایین کشیدن ماشین‌های سیاسی و رؤسایشان پی گرفته شد. با به زیر کشیدن مقامات فاسد یکی دیگر از اهداف دموکراسی مستقیم به ثمر می‌رسید. آنان همچنین خواهان تنظیم انحصارها (مبارزه با تراست‌ها) و ابرشرکت‌ها از طریق قوانین ضد تراست بودند. این قوانین به عنوان راهی به منظور ترویج رقابت برابر به سود مصرف‌کنندگان تلقی می‌شد.
بسیاری از ترقی خواهان (ولی نه همه آنها) از ممنوعیت الکل در ایالات متحده آمریکا به منظور نابودی قدرت سیاسی رؤسای محلی که بر بار (مکان)سیطره داشتند حمایت می‌کردند. همزمان، حق رأی زنان در ایالات متحده آمریکا ترویج می‌شد تا رأی «ناب تر» زنان را به صحنه بیاورد. تم دوم ساختن یک جنبش بهره‌وری در هر بخش بود تا شیوه‌های قدیمی را که نیاز به نوسازی داشتند شناسایی کرده و راه حل‌های علمی، پزشکی و مهندسی به همراه بیاورد. بخشی کلیدی از جنبش بهره‌وری مدیریت علمی، یا تیلوریسم «فردریک وینسلو تیلور» بود.
بسیاری از فعالین به تلاش‌هایی پیوستند که هدفشان اصلاح دولت محلی، آموزش دولتی، سلامت، امور مالی، بیمه، صنعت، راه‌آهن، کلیساها و بسیاری زمینه‌های دیگر بود. ترقی خواهان علوم اجتماعی خصوصاً تاریخ، اقتصاد، و علوم سیاسی را را دگرگون، حرفه‌ای و «علمی» کردند، در زمینه‌های دانشگاهی نویسندگان آماتور جای خود را به استادان پژوهشی دادند که در مطبوعات و ژورنال‌های دانشورانه مطلب منتشر می‌کردند. رهبران سیاسی ملی شامل تئودور روزولت، رابرت ام. لا فولت، سینیور، و چارلز ایوانز هیوز در سوی جمهوریخواه، و ویلیام جنینگز برایان، توماس وودرو ویلسون و ال اسمیت در سوی دمکرات بودند.

## اصلاح نژاد
برخی ترقی خواهان، خصوصاً اقتصاددانان، از اصلاح نژاد به عنوانی راه حلی دسته جمعی برای خانواده‌های بسیار بزرگ یا آنها که عملکرد ضعیفتری داشتند حمایت می‌کردند، با این امید که کنترل موالید بتواند والدین را قادر سازد منابع خود را بر فرزندان کمتر و بهتر متمرکز کنند. به هر روی، هیچ برنامهٔ عمدهٔ ملی، ایالتی یا محلی که از به نژادی حمایت یا آن را اعمال کند وجود نداشت. رهبران ترقی خواه چون هربرت کرولی و والتر لیپمن بر دغدغهٔ لیبرال کلاسیک خود مبنی بر خطر جمع گرایی و دولت محوری برای فرد تأکید می‌کردند. کاتولیک‌ها گرچه به ترقی خواهی گرایش داشتند، شدیداً با پیشنهادهای کنترل موالید نظیر اصلاح نژاد مخالفت می‌کردند.